# しゃべくりバラエティー 日本一
『しゃべくりバラエティー 日本一』（しゃべくりバラエティー にっぽんいち）は、NHK総合テレビジョンで1983年4月9日から1985年3月30日まで毎週土曜日12時20分 - 12時45分に生放送されたNHK大阪放送局制作の公開情報トークバラエティ番組である。

## 概要
それまでの演芸番組から一新、本番組は近畿地方が誇る「日本一」であるモノや、近畿地方が発祥となったものを、上方漫才・落語家による寸劇（コント）や、取材レポートなどを交えて考察するというもの。番組は2年間放送され、その後は37年間続いた『バラエティー生活笑百科』(2022年4月9日終了)となる。

## 出演者
- 司会 - 葛西聖司（1983年度）[1][2]、佐藤誠（1984年度）[2]

- 葛西と佐藤は当時NHK大阪放送局アナウンサー。

- アシスタント - 八平恵美子[1]
- しゃべ・バラ編集部 - 和多田勝、相羽秋夫、かわら長介、疋田哲夫他、関西を拠点に活動する放送作家・演芸諸作家